# Temné stíny (film, 2012)
Temné stíny (v anglickém originále Dark Shadows) je americká hororová fantasy filmová komedie režiséra Tima Burtona z roku 2012 ve filmu. V hlavní roli se představil Johnny Depp, v dalších rolích se objevili Eva Green, Jackie Earle Haley, Michelle Pfeifferová a Christopher Lee.

## Děj
Johnny Depp hraje Barnabáše Collinse, jemuž zničila život zlá čarodějka (a Barnabášova milenka) Angelique (Eva Green) tím, že v minulosti zabila jeho rodiče i jeho pravou lásku, přeměnila ho v upíra a pohřbila do železné rakve. O dvě století později ho zachrání dělníci vykopávající základy pro McDonald's. Barnabáš se dostane z rakve ven a vrací se na své staré panství, které je po dvou stoletích v příšerném stavu. Přebývají zde 4 Barnabášovi příbuzní. Barnabáš jim dá rodinné peníze na opravu domu i zašlého podniku s rybami. Vše by šlo podle plánu, kdyby se v městečku Collinsport, které založili jeho předkové, celých 200 let neroztahovala Angelique, které v této chvíli město ovládá. Stále má pro Barnabáše slabost a snaží se ho omotat kolem prstu...

## Obsazení
- Johnny Depp jako Barnabáš Collins
- Michelle Pfeifferová jako Elizabeth Collins Stoddard
- Helena Bonham Carter jako dr. Julia Hoffman, psychiatrička
- Eva Greenová jako Angelique Bouchard, čarodějnice
- Jackie Earle Haley jako Willie Loomis
- Jonny Lee Miller jako Roger Collins, bratr Elizabeth
- Bella Heathcote jako Victoria Wintersový, nová láska Barnabáše
- Chloë Grace Moretz jako Carolyn Stoddard, dcera Elizabeth